# Wybory parlamentarne w Polsce w 1952 roku
Wybory parlamentarne w Polsce w 1952 roku – pierwsze wybory do Sejmu PRL, które zostały przeprowadzone 26 października 1952, na podstawie ordynacji wyborczej przegłosowanej przez Sejm Ustawodawczy 1 sierpnia 1952.
Wybory te nie spełniały żadnych demokratycznych standardów i przeprowadzone zostały w oparciu o kuriozalną ordynację wyborczą. Odbywały się w czasie wzmożonego terroru i zastraszania społeczeństwa (tj. apogeum stalinizmu w Polsce), a w ich organizacji bezpośrednio uczestniczył aparat bezpieczeństwa. Wybory miały na celu głównie mobilizację społeczeństwa do aktywnego popierania władz oraz rozpropagowanie programów i planów sporządzanych przez PZPR. Wyłoniony sejm miał pełnić rolę instytucji kamuflującej dyktaturę partii komunistycznej.

## Tło wyborów i przygotowania
Wybory do sejmu i rad narodowych w PRL-u, podobnie jak wybory do organów władzy przedstawicielskiej w ZSRR i w innych krajach socjalistycznych, miały niewiele wspólnego z demokratycznymi procedurami wybierania reprezentantów typowych dla zachodnich demokracji liberalnych. Mimo stania w radykalnej opozycji do zachodnich wartości, w państwach sowieckiej strefy wpływów decydowano się przeprowadzać imitacje takich wyborów.
Wybory do Sejmu PRL w 1952 miały miejsce w szczytowym okresie stalinizmu w Polsce. Ze sceny politycznej zostały wyeliminowane niezależne ruchy ludowe i chadeckie, a Polska Partia Socjalistyczna została wchłonięta przez PPR. W ten sposób w Polsce niepodzielnie sprawowała władzę Polska Zjednoczona Partia Robotnicza (PZPR). 22 lipca 1952 Sejm Ustawodawczy uchwalił Konstytucję Polskiej Rzeczypospolitej Ludowej, zawierającą poprawki naniesione przez samego Stalina, wzorowaną na konstytucji ZSRR z 1936. Nie zmieniała ona jednak zasadniczo systemu organów władzy państwowej. Zgodnie z jej art. 15, Sejm Polskiej Rzeczypospolitej Ludowej miał być „najwyższym organem władzy państwowej” oraz „najwyższym wyrazicielem woli ludu pracującego miast i wsi”, który „urzeczywistnia suwerenne prawa narodu”. W rzeczywistości miał pełnić rolę fasadową, a decyzje zapadały w kierownictwie PZPR. Ze względu jednak na tradycje i rozwiązania konstytucyjne stosunkowo często wykorzystywano mechanizm parlamentarny do sankcjonowania rozstrzygnięć i decyzji podjętych w wąskim gremium władz.
1 sierpnia 1952, kilka dni po przyjęciu konstytucji, Sejm Ustawodawczy podczas swojego ostatniego posiedzenia przegłosował ordynację wyborczą opracowaną w kierownictwie PZPR. Wzorowano się na ordynacji wyborczej do Rady Najwyższej ZSRR z 1950. Różnicą było to, że w ZSRR okręgi wyborcze były jednomandatowe, a w PRL-u wielomandatowe, ale nie miało to w praktyce znaczenia. 5 sierpnia 1952 Rada Państwa ustaliła termin wyborów na 26 października. Dokonała też podziału na 67 okręgów wyborczych (dla porównania, w 1947 podczas „wyborów” do Sejmu Ustawodawczego było ich 52). Zgodnie z zapisami w konstytucji i ordynacji wyborczej, 1 poseł miał przypadać na 60 000 mieszkańców. Ustalono, że wybory mają wyłonić 425 posłów.
28 sierpnia Rada Państwa powołała Państwową Komisję Wyborczą (PKW), której przewodniczącym został Wacław Barcikowski. Zasiadali w niej wyłącznie przedstawiciele obozu władzy oraz, jako „listek figowy”, przodownicy pracy spośród „ludu pracującego”, stawiani za wzór dla całego społeczeństwa. Członkowie komisji wyborczych byli wskazywani i weryfikowani przez aparat bezpieczeństwa publicznego. Wykluczano osoby „niepewne politycznie”. Ostatecznie w komisjach dominowali działacze PZPR, np. w komisjach obwodowych w województwie poznańskim było ich 64% (4254 na 6558). Nie zawsze członkowie komisji dysponowali choćby podstawowymi kompetencjami, np. w jednej z komisji w okręgu jarosławskim przewodniczący i zastępca przewodniczącego okazali się analfabetami, a sekretarz – półanalfabetą. Również lokale wyborcze nie zawsze spełniały podstawowe standardy, np. brakowało w nich oświetlenia, szyb w oknach, flag, albo były organizowane w mieszkaniach prywatnych.

## Lista wyborcza
Teoretycznie przepisy dopuszczały możliwość rejestracji wielu list wyborczych, ale aparat wyborczy kontrolowany przez komunistów w każdym z okręgów zarejestrował jedynie kandydatów z listy wyborczej Frontu Narodowego. Front Narodowy miał wskazywać kandydatów na posłów, którzy to mieli „spontanicznie” być proponowani przez „masy ludowe” na „niezliczonych zebraniach w całym kraju”. De facto ostateczny wybór podejmowały KC PZPR i komitety wojewódzkie, dokonując ewentualnych korekt. Typowano ludzi prześwietlonych i zatwierdzonych przez organy bezpieczeństwa, „wypróbowanych patriotów i działaczy”. Na pierwszych pozycjach byli państwowi dygnitarze jak np. Bolesław Bierut, Józef Cyrankiewicz czy Jakub Berman. W dalszej kolejności pojawiały się ważne postacie z kręgu kultury i nauki, np. pisarze i publicyści Jarosław Iwaszkiewicz, Jerzy Andrzejewski, Konstanty Łubieński czy Edmund Osmańczyk. Na końcu mieli znajdować się przedstawiciele społeczeństwa z danego okręgu pochodzący z różnych środowisk, o których można było powiedzieć, że to nowy ustrój powojennej Polski umożliwił ich karierę czy sukcesy.
Front Narodowy przedstawiano propagandowo jako platformę porozumienia i współpracy różnych środowisk. W rzeczywistości jednak był zarządzany przez PZPR. Program wyborczy Frontu Narodowego ustalała komisja partyjna w składzie: Jakub Berman (jako przewodniczący), Roman Werfel, Franciszek Fiedler, Zygmunt Modzelewski, Stefan Jędrychowski, Jerzy Tepicht, Leon Kasman, Stefan Staszewski, Julian Finkielsztejn, Marian Naszkowski, Jerzy Putrament, Jerzy Morawski i Artur Starewicz.

## Kampania wyborcza
Kampania wyborcza zaczęła się oficjalnie 30 sierpnia. Jej inauguracją była krajowa konferencja Frontu Narodowego zorganizowana w Warszawie, szczegółowo wyreżyserowana przez PZPR. Obecni tam ludzie z różnych środowisk mieli sprawiać wrażenie, że całe społeczeństwo utożsamia się z celami partii komunistycznej. Stosowano partyjną nowomowę ze słowami kluczami takimi jak: jedność, pokój, demokracja, niepodległość, patriotyzm, naród. Wszystko to miał scalać socjalizm, który przedstawiano jako urzeczywistnienie wszelkiego dobra. Przekonywano, że pod rządami komunistów Polska wkroczyła na drogę szybkiego postępu i jest „silna jak nigdy w historii”. Wymieniano osiągnięcia jak wzrost uprzemysłowienia, odbudowę ze zniszczeń wojennych, likwidację bezrobocia, wyzysku i analfabetyzmu. II Rzeczpospolitą przedstawiano jako państwo zacofane, pełne biedy i niesprawiedliwości. Podkreślano wagę sojuszu PRL ze Związkiem Radzieckim jako rzekomej rękojmi niepodległości i szczęśliwej przyszłości przyszłych pokoleń. Utratę Kresów Wschodnich i przejęcie ziem poniemieckich przedstawiano jako „zjednoczenie na prastarych ziemiach polskich”, które to Polacy mieli zawdzięczać wkroczeniu Armii Czerwonej. Wszystko, co złe utożsamiano z krajami kapitalistycznego Zachodu, a wszystko co dobre – z krajami socjalistycznymi na czele z ZSRR. Program Frontu Narodowego i ordynacja wyborcza była obowiązkowo omawiana w szkołach na lekcji wychowawczej.
Kampania propagandowa miała na celu nakłonienie obywateli do masowego uczestnictwa w wyborach, co nie było łatwe, ponieważ na ogół zdawali sobie oni sprawę (włączając członków partii) z ich fikcyjnego charakteru. W krótkim czasie wydano propagandowe książki i broszury w łącznym nakładzie ponad 11 mln egzemplarzy. Wszechobecne były plakaty, tworzono filmy dokumentalne, wystawy. Prócz zachęcania do wzięcia udziału w wyborach, promowano m.in. plan sześcioletni, przyjaźń polsko-radziecką oraz przestrzegano przed rzekomymi wrogami zewnętrznymi i wewnętrznymi. W Polskim Radiu tworzono specjalne komisje zajmujące się treściami wyborczymi. Szkolono redaktorów radiowęzłów powiatowych i zakładowych. Organizowano wiece wyborcze i spotkania z kandydatami. Za najbardziej nachalne i dokuczliwe akcje propagandowe można uznać działalność tysięcy agitatorów, którzy przybywali do wsi, przedsiębiorstw, a także pukali do domów i mieszkań. Jeden aktywista zajmował się 10–15 rodzinami, a wizyt mogło być nawet 4–5. Szczególne problemy dla propagandystów stwarzał teren wiejski, gdzie zadawano niewygodne pytania w związku z wdrażaniem polityki kolektywizacji i coraz gorszą sytuacją chłopów z tego powodu. Zdarzało się, że propagandziści i agitatorzy nie wiedzieli nawet, kto kandyduje z danego terenu. Wielu z nich, mimo zaangażowania w kampanię, zdawało sobie sprawę, że wyniki wyborów są z góry znane i jest to fikcja wyborcza. W środowiskach wojskowych wzburzenie wywołała kwestia możliwości udziału w głosowaniu oficerów sowieckich, którzy służyli w polskim wojsku. Ostatecznie nie umieszczono ich w spisie wyborców.

## Zabezpieczenie wyborów
Jedną z charakterystycznych cech systemu komunistycznego było doszukiwanie się wszędzie wroga, również we własnym partyjnym środowisku (tzw. wróg wewnętrzny). Za wroga mógł być uznany każdy, co przyczyniało się do atmosfery strachu i poczucia zagrożenia. Poparcie programu Frontu Narodowego było warunkiem koniecznym do uznania obywatela za patriotę. Natomiast jego przeciwnikom przypinano etykietę wrogów, którzy świadomie rozbijają jedność narodu. Przed wyborami Urząd Bezpieczeństwa zarejestrował około 5 mln osób zakwalifikowanych jako „wrogi element”. Próbowano wykryć i unieszkodliwić wszystkich przeciwników akcji wyborczej, także tych potencjalnych. Negatywny stosunek do wyborów, czy choćby niewystarczający entuzjazm u ludzi zaangażowanych politycznie wzbudzał zainteresowanie aparatu bezpieczeństwa. Niektóre środowiska inwigilowano ze szczególną uwagą, np. byłych członków partii niepodległościowych i konspiracyjnych organizacji zbrojnych, „reakcyjny kler”, autochtonów, część tzw. „starej inteligencji”, chłopów sprzeciwiających się kolektywizacji. Zgodnie z ministerialnymi wytycznymi typowanie do zatrzymań i aresztowań miało uwzględniać bieżące zachowanie ludzi z potencjalnie „wrogich środowisk”, bez wracania do przeszłości. Tymczasem często zatrzymywano obywateli, których jedynym ówczesnym przewinieniem był „niewłaściwy życiorys”. Nierzadko powodem tych aresztowań było słabe rozeznanie operacyjne.
Jako przestępstwa kwalifikowano takie czyny jak zrywanie zebrań wyborczych, niszczenie plakatów, publiczne antypaństwowe wypowiedzi (np. zawierające krytykę Konstytucji PRL czy ordynacji wyborczej), wykonywanie napisów i ulotek antywyborczych, agitacja za bojkotem wyborów lub oddawaniem głosów nieważnych, słuchanie wrogich audycji zagranicznych (zwłaszcza Radia Wolna Europa).
Dyżurujących urzędników w lokalach wyborczych przed wyborami miało ochraniać przede wszystkim ORMO. W okresie bezpośrednio przed głosowaniem oraz w dniu wyborów lokali wyborczych pilnowano dokładniej. W Ministerstwie Bezpieczeństwa Publicznego powołano Sztab Ochrony Wyborów. W sztabie organizowano grupy, które w poszczególnych powiatach miały sprawdzać milicyjną ochronę lokali. Do gmin, które miały być „szczególnie zagrożone bandytyzmem” wysyłano oddziały obwodowe Korpusu Bezpieczeństwa Wewnętrznego. W powiatach tworzono oddziały pościgowe milicji obywatelskiej na wypadek ataków na lokale. W komisjach okręgowych mogli pojawiać się incognito funkcjonariusze wojewódzkich urzędów bezpieczeństwa publicznego. Niektórym kandydatom zapewniano ochronę osobistą w obawie przed napaścią. Jako wsparcie do wykrywania „przestępstw” (takich jak np. słuchanie „wrogich” audycji radiowych) włączeni byli także członkowie Związku Młodzieży Polskiej.

## Ordynacja wyborcza
Przyjęta konstytucja PRL w dwóch miejscach głosiła, że wybory do Sejmu PRL są powszechne, równe, bezpośrednie i odbywające się w głosowaniu tajnym (art. 2, art. 80). W rzeczywistości korzystanie z zasłon i kabin podczas głosowania odbywało się wbrew oczekiwaniom władzy; było postawą ryzykowną. Fakt tajnego zagłosowania mógł być odnotowany i przekazany odpowiedniemu organowi urzędu bezpieczeństwa.
Głos uważano za oddany na wszystkich kandydatów, przy których nie dokonano skreśleń (art. 61). Wyborca, zgodnie z przepisami, mógł dokonać selektywnego poparcia i wykreślić na swojej karcie wybrane nazwiska z listy. Oficjalnie miało to dawać możliwość rywalizacji kandydatów i świadczyć o demokratycznym charakterze wyborów. Na obywatelach wymuszano jednak głosowanie bez skreśleń. Wyborca miał, zgodnie z założeniami, przyjąć całkowicie bierną postawę polegającą na odebraniu od komisji karty wyborczej i wrzuceniu jej do urny. Formalnie kandydat, aby otrzymać mandat, musiał zdobyć bezwzględną większość głosów w danym okręgu, a żeby głosowanie było ważne, musiała w nim uczestniczyć co najmniej połowa uprawnionych.
Kuriozalność i fikcyjność tych wyborów jaskrawo uwidacznia art. 39 ordynacji wyborczej, który zakładał, że na liście wyborczej mogło być tylko tylu kandydatów, ilu posłów miało być wybranych w danym okręgu. W praktyce samo umieszczenie na liście gwarantowało otrzymanie mandatu poselskiego. Propaganda tłumaczyła, że między kandydatami i tak nie ma rywalizacji programowej ani personalnej.
Konstytucja marcowa z 1921 przyznawała czynne prawo wyborcze od 21. roku życia, a kwietniowa z 1935 – od 24. Konstytucja PRL z 1952 obniżyła ten próg do 18 lat. Udzielenie czynnego prawa wyborczego obywatelom od 18 roku życia miało tworzyć fałszywe wrażenie, że współdecydują oni o sprawach kraju. Ponadto miało świadczyć o wyższości ordynacji wyborczej w PRL-u nad tą stosowaną w krajach kapitalistycznych oraz nad tą stosowaną w przeszłości w II RP. Bierne prawo wyborcze przysługiwało od wieku 21 lat.

## Postawa społeczeństwa wobec wyborów
Mimo presji państwa, pojawiały się przypadki obywatelskiego buntu. Jednak skala i sposób manifestowania sprzeciwu nie miały większego wpływu na przebieg głosowania, ani tym bardziej na wyniki. Opór polegał przede wszystkim na zrywaniu plakatów i malowaniu wrogich napisów. Zdecydowana większość społeczeństwa była zastraszona i przyjmowała bierną postawę, uznając, że nie ma na nic wpływu. Presja polityczna wywoływała u obywateli przekonanie, że odmowa udziału w głosowaniu czy niepodporządkowanie się wezwaniom o jawne i demonstracyjne głosowanie na kandydatów groziła konsekwencjami osobistymi. Tym bardziej konsekwencjami groziła oznaka sprzeciwu czy krytyki władz państwowych, choćby drobna. Aktem odwagi było nie tylko przygotowywanie antywyborczych ulotek i bojkot głosowania, ale też nawet samo skorzystanie z kabin w lokalach wyborczych. W istocie większość wyborców uczestniczących wrzucała karty do urn bez jakichkolwiek skreśleń. Listy osób, które nie poszły na wybory, głosowały tajnie, lub których zachowanie uznano za prowokacyjne (np. demonstracyjne dokonywanie skreśleń na liście) były przekazywane do powiatowych urzędów bezpieczeństwa publicznego (PUBP). 
Polacy zdawali sobie sprawę, że tak naprawdę o składzie władz decydowała partia, przekaz propagandowy zniekształcał rzeczywistość, a wybory miały tylko charakter fasadowy. Mimo to istniały również środowiska, które akceptowały ten porządek ustrojowy, ponieważ niektórym osobom, zwłaszcza związanym z partią, gwarantował on bezpłatne kształcenie i możliwości awansu. Wybory sejmowe były umocnieniem socjalizmu i tym samym ich własnej pozycji.
Przedstawiciele Kościoła przyjmowali wobec wyborów najczęściej postawę bierną. Rzadziej zdarzały się postawy krytyczne. Wypowiedzi księży w tym tonie dawały pretekst do kolejnych ataków na Kościół. Z jednej strony hierarchia kościelna na czele z prymasem Stefanem Wyszyńskim zakazywała angażowania się duchownych w kampanię wyborczą, zwłaszcza w formie wygłaszania przemów na wiecach czy pracy w komitetach wyborczych. Z drugiej strony zobowiązywała ich do udziału w wyborach z obawy przed dalszym zaostrzaniem kursu antykościelnego. Agentura wzmogła śledzenie działalności „niepokornych” księży, natomiast tzw. „księża patrioci”, angażujący się w akcje wyborcze, byli stawiani przez władze za wzór. Bywało, że namawiali oni z ambony do uczestnictwa w wyborach. 
W sprawozdaniach z przebiegu głosowania opisywano pożądane, z punktu widzenia władz, zachowania elektoratu. Wymieniano przypadki manifestacyjnego oddawania głosów, np. przybywanie mieszkańców wsi pod lokal wyborczy w udekorowanych furmankach, z portretami przywódców i transparentami, z udziałem orkiestry itd. Takie czynniki jak strach, pokładanie zaufania w rządzących czy też koniunkturalizm prowadziły czasem do zachowań przesadnych, nadmiernej gorliwości. Przykładowo zdarzało się, że wyborcy przybywali pod lokale wyborcze już w nocy na kilka godzin przed ich otwarciem. 
Prymas Stefan Wyszyński podczas głosowania wzbudził sensację dopytywaniem się o parawan, który miałby umożliwiać zagwarantowaną konstytucyjnie tajność. We wspomnieniach pisał on, że wyszedł z „wyborów” niezwykle smutny. O głosowaniu pisała w dziennikach również Maria Dąbrowska. W jej opinii nie były to prawdziwe wybory a akceptacja nazwisk wysuniętych przez rząd i inne organizacje. W lokalach roiło się od funkcjonariuszy urzędu bezpieczeństwa i tym podobnych osób, możliwości tajnego oddania głosu były bardzo ograniczone, należało wrzucać do urny karty tak jak się je otrzymywało (bez skreśleń). Sieć lokali wyborczych była gęsta, żeby nie dopuścić do tworzenia się kolejek i okazji do komentowania wydarzeń. Według relacji Dąbrowskiej ludzie na wybory szli smutni, ze spuszczonymi głowami, a niektóre kobiety płakały.

## Wyniki wyborów
W obwieszczeniu PKW z 28 października 1952 podano, że w wyborach do Sejmu PRL I kadencji wzięło udział 15 495 815 obywateli, co stanowiło 95,03% spośród 16 305 891 uprawnionych do głosowania. Oddano nieco poniżej 5 tys. głosów nieważnych w skali całego kraju, a prawie wszyscy wyborcy, tj. 99,8%, mieli poprzeć wszystkich kandydatów na posłów. W efekcie w sejmie zasiadło 273 przedstawicieli PZPR, 90 należących do ZSL, 25 reprezentantów SD oraz 37 bezpartyjnych. Ogłoszono wspaniałe zwycięstwo Frontu Narodowego, który miał zostać „zaakceptowany i poparty przez cały naród”. Miało to świadczyć o „jedności i zwartości narodu polskiego”.
Trudno jest ocenić, w jakiej skali wybory zostały sfałszowane. Fałszerstwo mogło dotyczyć tak naprawdę frekwencji oraz liczby skreśleń na kartach wyborczych wrzuconych do urn. Nikt inny niż kandydaci z jedynej zarejestrowanej listy wyborczej, startujący w liczbie odpowiadającej liczbie mandatów, nie mógł po prostu wygrać głosowania. Nie oznacza to jednak, że fałszerstwa nie były potrzebne. Wysoka frekwencja i nieznaczna liczba skreśleń miały znaczenie propagandowe, miały być dowodem powszechnego poparcia dla komunistów i ich sojuszników.
Fałszerstwa najprawdopodobniej dokonywano na poziomie poszczególnych komisji obwodowych. Wiele z nich sporządzała protokoły ołówkiem, a na niektórych widoczne są ślady wymazywania pierwotnie wpisanych liczb i zastępowania ich innymi. Według praktycznie nieweryfikowalnych relacji Józefa Światły, wybory te fałszowano również na szczeblu centralnym, czego miała dokonywać specjalna grupa pod kierownictwem pułkowników Anatola Fejgina i Michała Taboryskiego.
Nawet gdyby przyjąć, że wybory te nie zostały sfałszowane, to w obliczu wielkiego terroru i zastraszania, stosowania aparatu przymusu, nie należałoby traktować uzyskanych wyników jako wyrażających rzeczywiste poglądy społeczeństwa.

## Porównanie z kolejnymi wyborami
Skala i intensywność działań propagandowych oraz wykorzystanie różnych form nacisku władz (a zwłaszcza stosowanie aparatu przymusu) w wyborach parlamentarnych w 1952 były największe spośród wyborów w powojennej Polsce w okresie 1947–1989. Kolejne głosowania w PRL-u nie odbywały się przy aż tak agresywnej agitacji i przy aż tak silnej presji państwa. Ale założenia systemu politycznego z hegemonią PZPR były, oczywiście, utrzymane.
W kolejnych wyborach do Sejmu PRL, w wyniku odwilży i uchwalenia nowej ordynacji, na liście wyborczej zamieszczano większą liczbę kandydatów niż liczba mandatów do uzyskania w danym okręgu, ale maksymalnie mogła być ona większa o dwie trzecie. Głosy zdobywali nieskreśleni kandydaci z listy. W przypadku braku skreśleń, głosy liczyły się dla kandydatów na tzw. miejscach mandatowych, czyli zamieszczonych w pierwszej kolejności. Władysław Gomułka ostatecznie częściowo wycofał się z tej – i tak bardzo ograniczonej – demokratyzacji wyborów, i zamiast podtrzymania dopiero co ustanowionego wyboru między kandydatami, wzywał ponownie do głosowania bez skreśleń.
Wyborów do Sejmu PRL w latach 1952–1985 nie należy uznawać w rzeczywistości za wybory, ale za plebiscyty, ponieważ wyborcy mieli w nich radykalnie ograniczone możliwości wyrażenia swoich preferencji. Wybór sprowadzał się głównie do tego, czy w ogóle w nich uczestniczyć, oraz czy zaakceptować bądź odrzucić (całkowicie lub w części) wysuniętą przez władzę listę kandydatów.
W wyborach do Sejmu PRL w latach 1952–1980 oficjalna frekwencja wyborcza zawsze mieściła się w zakresie 94–99%, mimo że udział w wyborach nie był prawnie obowiązkowy. Dla porównania w tych krajach Zachodu, gdzie istniał taki obowiązek, średnia frekwencja w latach 1979–1995 mieściła się w granicach 78–93,9%. W każdych kolejnych wyborach do Sejmu PRL aż do roku 1985 dopuszczano tylko jedną listę wyborczą. Do 1980 był to Front Jedności Narodu, a w 1985 – Patriotyczny Ruch Odrodzenia Narodowego.
Peerelowski model głosowania wzorowany na modelu opracowanym w ZSRR zakładał:
- nacisk na obywateli, by rezygnowali z prawa do tajnego głosowania
- nacisk na głosowanie bez żadnych skreśleń
- osiąganie jak najwyższej frekwencji wyborczej
- całkowitą kontrolę nad aparatem wyborczym
- instrumentalizację aktu wyborczego, podczas którego w rzeczywistości to nie obywatele, a partia dokonywała wyboru[52]

Wyniki wyborów miały ukazywać jednomyślność socjalistycznego społeczeństwa i popieranie celów wyznaczanych przez PZPR przez wszystkich obywateli, także tych bezpartyjnych.